# Tony Buck

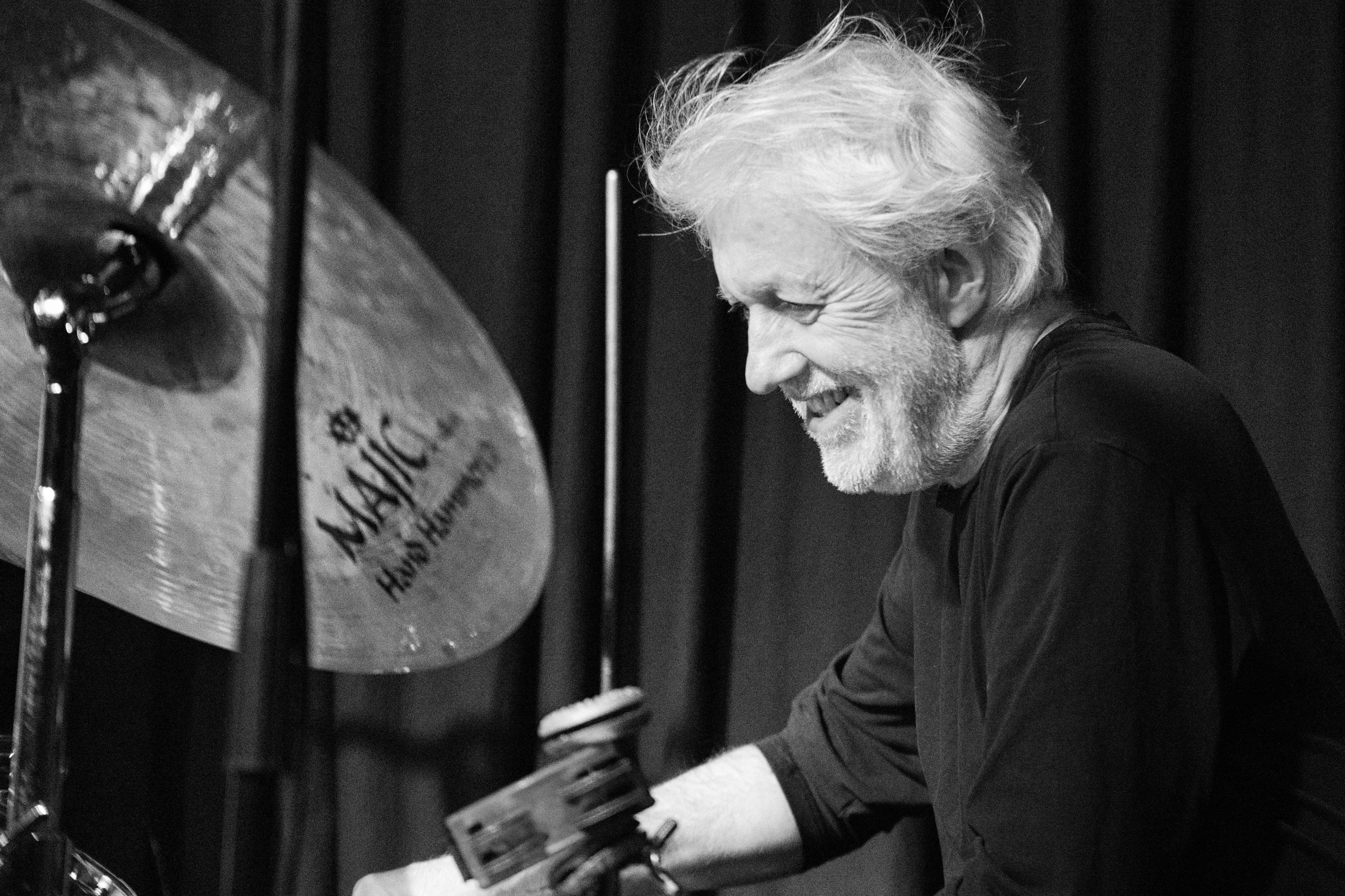
Tony Buck im Club W71, 2025

Tony Buck (* 1962 in Sydney) ist ein australischer Schlagzeuger und Perkussionist. 

## Wirken
Als Absolvent des New South Wales Conservatorium of Music wurde er Bestandteil der australischen Jazz-Szene.
Buck ist seit 1986 Mitglied des Trios The Necks, dem er bis heute angehört. In den frühen 1990ern lebte er in Japan, wo er mit Yoshihide Otomo und Kato Hideki die Noise-Band Peril Peril, die er in Japan gründete, sowie astroPeril.

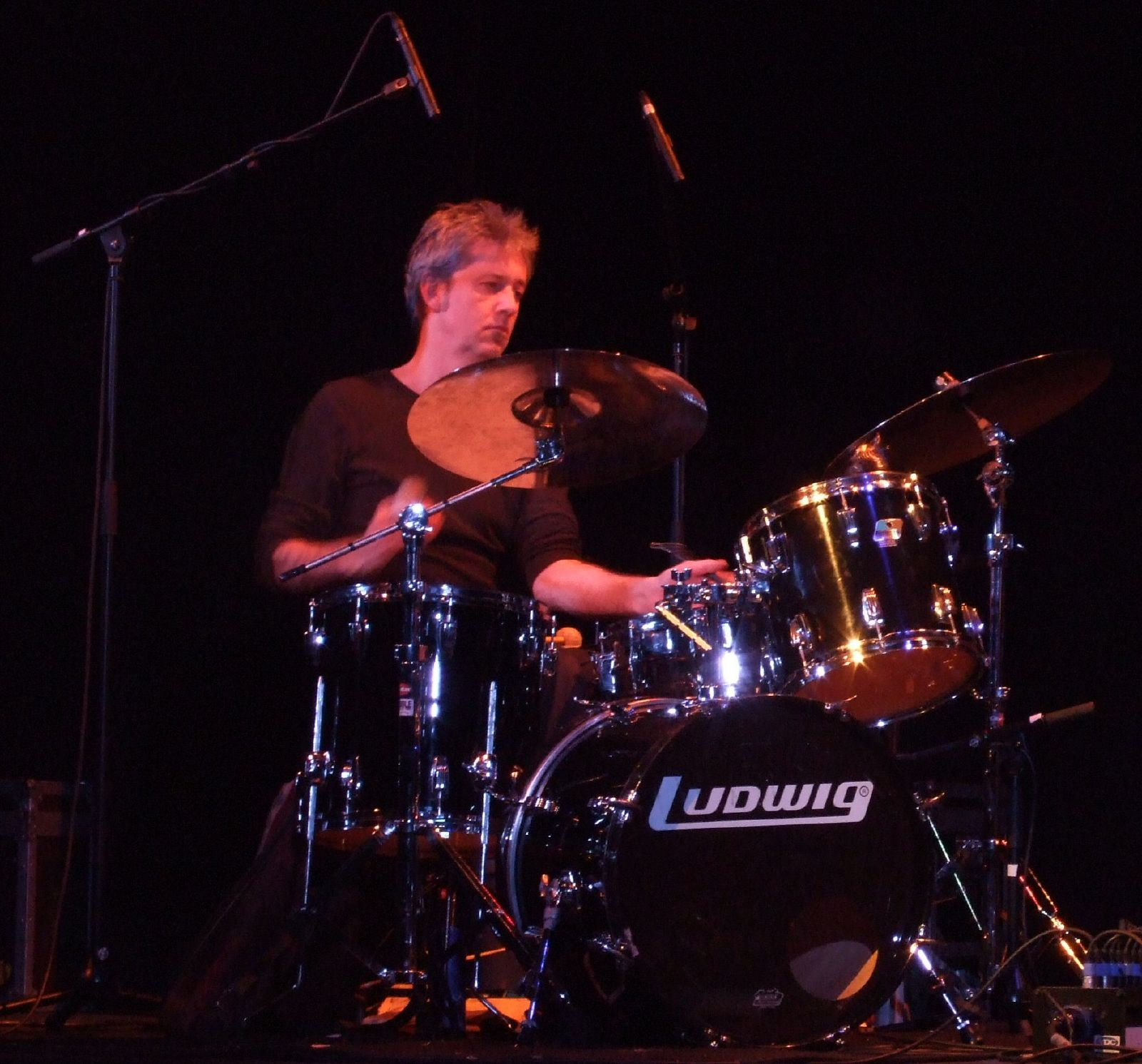
Tony Buck 2007

Weiterhin initiierte in den frühen 1990er Jahren das kurzlebige Projekt L'Beato, eine industrial-orientierte Reminiszenz an Tackhead, die eine EP unter dem Titel The Piston Song herausbrachte. Dann lebte er in Amsterdam, wo er sich am STEIM mit der elektronischen Erweiterung des Schlagzeugspiels beschäftigte und mit dem Violinisten Jon Rose zusammenarbeitete. 1998 übersiedelte er dann nach Berlin. Buck lebt in Berlin und Australien. In Berlin spielt er in diversen Formationen und ist auch mit Soloarbeiten zu hören; sein hauptsächliches Interesse ist freie Improvisation und „Echtzeitmusik“. 2018 arbeitete er zudem im Duo mit Michiyo Yagi. Auch gehörte er zu Kris Wanders’ europäischer Unit. Zu höen ist er auch mit Tony Bevan, Matthew Bourne und Barre Phillips auf Everybody Else But Me (2011). Mit Elisabeth Harnik, John Edwards und Harri Sjöström bildet er das Quartet Flight Mode.

## Diskografie
- 1989: The Shape of Things to Come
- 1994: Solo Live (Wright)
- 2002: Self Contained Underwater Breathing Apparatus (TES), solo
- 2004: Mit Axel Dörner – Durch und durch (TES)
- 2005: Mit Olaf Rupp und Joe Williamson – Weird Weapons (Emanem)
- 2007: Mit Ned Rothenberg und Stomu Takeishi – The Fell Clutch (Animul)
- 2007: Mit Cor Fuhler und Anna Zaradny – Lighton (Musica Genera)
- 2008: Mit Magda Mayas – Gold (Creative Sources)
- 2010: Mit Christian Fennesz und David Daniell – Knoxville (Thrill Jockey)
- 2011: Tony Bevan, Matthew Bourne und Barre Phillips – Everybody Else But Me (Foghorn)
- 2011: Mit Olaf Rupp und Joe Williamson – Weird Weapons 2 (Creative Sources)
- 2023: Alister Spence & Tony Buck: Mythographer
- 2025: Das B: Love